# Кашуэйра-ди-Минас
Кашуэйра-ди-Минас (порт. Cachoeira de Minas) — муниципалитет в Бразилии, входит в штат Минас-Жерайс. Составная часть мезорегиона Юг и юго-запад штата Минас-Жерайс. Входит в экономико-статистический микрорегион Санта-Рита-ду-Сапукаи. Население составляет 11 466 человек на 2006 год. Занимает площадь 305,420 км². Плотность населения — 37,5 чел./км².

## История
Город основан 1 июня 1924 года. 

## Статистика
- Валовой внутренний продукт на 2003 год составляет 39 716 636,00 реалов (данные: Бразильский институт географии и статистики).
- Валовой внутренний продукт на душу населения на 2003 год составляет 3594,92 реалов (данные: Бразильский институт географии и статистики).
- Индекс развития человеческого потенциала на 2000 год составляет 0,768 (данные: Программа развития ООН).